# Kateryna Mykolaivna Amosova
Kateryna Mykolaivna Amosova (sinh ngày 8 tháng 2 năm 1956, Kyiv, CHXHCNXV Ukraina, Liên Xô) là một nhà khoa học trong lĩnh vực tim mạch. Bà từng giữ chức hội viên thông tấn của Viện Hàn lâm Khoa học Y tế Quốc gia Ukraina (2000). Bà tốt nghiệp bằng Tiến sĩ Y khoa năm 1988 và được phong hàm Giáo sư năm 1990. Bà được trao danh hiệu Nhân vật Khoa học và Công nghệ được vinh danh của Ukraina năm 2002. Bà đoạt Giải thưởng Nhà nước Ukraina về Khoa học và Công nghệ năm 2000.  Từ năm 2014 đến năm 2018, bà là hiệu trưởng Đại học Y Quốc gia Bogomolets. Bà là con gái của Nikolai Mikhailovich Amosov.

## Tiểu sử
Bà sinh ngày 8 tháng 2 năm 1956 tại Kyiv. Cha bà là Nikolai Mikhailovich Amosov, một học giả của Viện Hàn lâm Khoa học Quốc gia và Viện Hàn lâm Khoa học Y tế Ukraine. Mẹ bà, Lidia Denysenko, từng tốt nghiệp Học viện Y khoa Kyiv và sau này trở thành bác sĩ phẫu thuật và vật lý trị liệu.
Năm 1978, bà tốt nghiệp Viện Y khoa Kyiv. Năm 1988, bà bảo vệ luận án tiến sĩ về bệnh cơ tim giãn. Từ năm 1990, bà là Trưởng khoa Trị liệu Bệnh viện số 1 của Đại học Y khoa Quốc gia Bogomolets.
Từ ngày 23 tháng 2 năm 2014, theo quyết định của Bộ Y tế, bà là quyền hiệu trưởng của Đại học Y khoa Quốc gia Olexandr Bohomolets. Bà đã tự ứng cử cho chức Hiệu trưởng của trường và được bầu vào chức vụ này vào năm 2014.
Theo quyết định của Bộ Y tế, bà đã bị cách chức hiệu trưởng Đại học Y Quốc gia Bogomolets. Tuy nhiên, theo quyết định của Tòa án Hành chính Quận, bà đã được phục hồi chức vụ vào ngày 16 tháng 4 năm 2017. Kể từ tháng 3 năm 2018, bà đã không còn giữ chức vụ này.
Bà kết hôn với Giáo sư Volodymyr D. Mishalov và có một cô có một cô con gái tên Anna.

## Công trình khoa học
Bà là tác giả của hơn 400 bài báo khoa học, trong đó có 6 chuyên khảo và 26 giấy chứng nhận bản quyền. Chỉ số H-index của Amosova theo cơ sở dữ liệu Scopus tính đến tháng 11 năm 2020 là 10 (16 ấn phẩm được trích dẫn 4761 lần trong giai đoạn 1996-2020). Bà đã đào tạo 5 tiến sĩ và 49 phó tiến sĩ.
Bà là tổng biên tập của tạp chí "Серце і судини[8]", thành viên ban biên tập của một số tạp chí khoa học và thực tiễn chuyên ngành như: "Військова медицина України", "Клінічна фармація", "Кровообіг та гемостаз", "Лікарська справа", "Український терапевтичний журнал", "Медична освіта".
Bà là Phó Chủ tịch Hiệp hội Tim mạch Ukraina, thành viên của Hội Tim mạch châu Âu (ESC), Đoàn Chủ tịch Hiệp hội Bác sĩ tim mạch và Thấp khớp Ukraina, Chủ tịch Hiệp hội Nhà trị liệu thành phố Kyiv.

## Giải thưởng
- Giải thưởng toàn Ukraine "Người phụ nữ của thiên niên kỷ 3" trong đề cử "Nhân vật quan trọng" (2008).

- Huân chương Công chúa Olga, hạng III (2017)[6].